# Genio y figura (obra de teatro)
Genio y figura es una obra de teatro en tres actos, escrita por Carlos Arniches, Joaquín Abati, Antonio Paso y Cano y Enrique García Álvarez y estrenada en 1910.

## Argumento
La obra gira en torno a las peripecias de Pepito Bedoya un seductor trasnochado en el Madrid castizo de la época, que no ceja, pese a su edad, en su misión de conquista del género femenino con ayuda de su amigo Carratalá, hasta encontrarse con la cupletista Paquita Torres con la que decide casarse, frente a la oposición de su hijo, su nuera, su consuegro Don Pablo y el cura Dionisio.

## Estreno
- Teatro de la Comedia, Madrid. 16 de noviembre de 1910.
  - Intérpretes: José Santiago (Pepito Bedoya), Juan Bonafé (Carratalá), Mercedes Pérez de Vargas (Paquita Torres), Irene Alba (Adelfa), Ernesto Vilches, Adela Carbone, Hortensia Gelabert.

## Versión para Televisión
Emitida en el espacio La risa española, de TVE, el 11 de abril de 1969, con José Bódalo, Marisol Ayuso y Joaquín Pamplona.